# Michaela Schaffrath
Michaela Schaffrath (Eschweiler, 6 de dezembro de 1970) é uma atriz de televisão alemã e ex-enfermeira.
Começou na indústria de filmes adultos depois que posou nua para a revista Coupé, uma publicação de conteúdo adulto da Alemanha. Ganhou notoriedade internacional durante sua carreira como atriz pornô sob o nome artístico de Gina Wild.
Ganhou dois Prêmios Vênus, de melhor atriz revelação em 1999 e melhor atriz alemã em 2000. Gerou várias críticas quando participou de um filme de gang bang onde teve relações sexuais com mais de 30 homens. Em 2001, aposentou-se dos filmes pornôs e virou atriz de filmes mainstream, e desde então tem aparecido em inúmeras séries televisivas alemãs, como TV total, In aller Freundschaft e Wer wird Millionär?. Após ser reconhecida por uma fã, ela admitiu em 2003 que estava trabalhando em um bordel em Frankfurt, mas afirmou que era porque é viciada em sexo e para satisfazer seus desejos ela estava trabalhando no bordel, e não fazia isso para ganhar dinheiro. Em 2005, ela colocou os direitos de seu nome artístico e a marca Gina Wild à venda, em uma tentativa de deixar seu passado de estrela pornô.